# Kabinet-Rõivas I
Het eerste kabinet van Taavi Rõivas was tussen 26 maart 2014 en 9 april 2015 de regering van Estland. Het verving het derde kabinet van Andrus Ansip. Het kabinet werd gevormd door een coalitie van de liberale partij Eesti Reformierakond en de sociaaldemocratische partij Sotsiaaldemokraatlik Erakond, die samen een krappe meerderheid hadden in de Riigikogu, het Estische parlement. Na de parlementsverkiezingen van maart 2015 werd dit kabinet ontbonden en opgevolgd door het kabinet-Rõivas II.

## Samenstelling
- Premier: Taavi Rõivas (Reformierakond)
- Minister van Financiën:
  - Jürgen Ligi (Reformierakond) tot 3 november 2014
  - Maris Lauri (Reformierakond) vanaf 3 november 2014
- Minister van Buitenlandse Zaken:
  - Urmas Paet (Reformierakond) tot 3 november 2014
  - Keit Pentus-Rosimannus (Reformierakond) vanaf 17 november 2014
- Minister van Economische Zaken en Infrastructuur: Urve Palo (Sotsiaaldemokraatlik Erakond)
- Minister van Buitenlandse Handel en Ondernemerschap: Anne Sulling (Reformierakond)
- Minister van Justitie: Andres Anvelt (Sotsiaaldemokraatlik Erakond)
- Minister van Defensie: Sven Mikser (Sotsiaaldemokraatlik Erakond)
- Minister van Cultuur: Urve Tiidus (Reformierakond)
- Minister van Binnenlandse Zaken en Regionale Zaken: Hanno Pevkur (Reformierakond)
- Minister van Onderwijs en Onderzoek: Jevgeni Ossinovski (Sotsiaaldemokraatlik Erakond)
- Minister van Milieu:
  - Keit Pentus-Rosimannus (Reformierakond) tot 17 november 2014
  - Mati Raidma (Reformierakond) vanaf 17 november 2014
- Minister van Sociale Bescherming: Helmen Kütt (Sotsiaaldemokraatlik Erakond)
- Minister van Gezondheid en Werk: Urmas Kruuse (Reformierakond)
- Minister van Landbouw: Ivari Padar (Sotsiaaldemokraatlik Erakond)